# Thomas Wyatt (filho)
Thomas Wyatt (Chatham, 20 de setembro de 1521 – Londres, 11 de abril de 1554) foi um líder rebelde durante o reinado da rainha Maria I de Inglaterra.

## Vida
Nasceu no castelo de Allington, filho único do poeta Thomas Wyatt e de Elizabeth Brooke, filha de Thomas Brooke, terceiro lorde Cobham. O Duque de Norfolk era seu padrinho. Com quinze anos tornou-se um valete na corte do rei Henrique VIII, e guarda do castelo de Conisborough. No mesmo ano, seu pai foi preso depois de uma briga com o cunhado do rei, Charles Brandon, e julgado sob falsa acusação de ser amante de Ana Bolena. O pai de Thomas foi liberado mais tarde e preso novamente em 1541 e libertado somente após a intervenção da rainha Catherine Howard. Thomas casou-se com Jane Hawte, filha e co-herdeira de sir William Hawte de Bishopsbourne, com quem teve vários filhos. Sabe-se também que teve um filho ilegítimo.
Thomas foi criado como um católico. Entretanto, conta-se que se tornou inimigo dos espanhóis após testemunhar as atividades da Inquisição ao acompanhar seu pai em uma missão à Espanha. Quando seu pai morreu em 1542, herdou o castelo de Allington e a abadia de Boxley. Serviu na guerra contra a França, e foi nomeado cavaleiro em 1547. Durante o reino do rei Eduardo VI, foi preso quebrando janelas, visivelmente bêbado. Foi julgado pelo conselho e aprisionado na torre de Londres.
Ao ser libertado, Wyatt foi lutar pelo imperador de Habsburgo e rei da Espanha Carlos V em Flandres, obtendo uma valiosa experiência militar. Em 1543 tomou parte no cerco a Landrecies, e no ano seguinte estava no cerco a Bolonha.
Voltando a Allington, viveu quietamente até o levante do duque de Northumberland, para pôr lady Jane Grey no trono. Escapando de ser punido pela rainha Maria, não tomou parte em mais nenhuma questão política até os planos da rainha de se casar com o príncipe Felipe tornarem-se públicos. Em 1554 juntou-se aos conspiradores que pretendiam impedir a união. Um movimento generalizado foi planejado e em 22 de janeiro ele convocou uma reunião em Allington e marcaram o levante para o dia 25. Mas seus companheiros conspiradores eram tímidos e ineptos e o levante só foi sério em Kent.
No dia 26 Wyatt ocupou Rochester, e fez uma proclamação ao condado de Kent. As massas do país e a nobreza local aderiram, mas os apoiadores da rainha, liderados por sir Abergavenny e o xerife sir Robert Southwell, pareciam poder suprimir o levante facilmente. Porém o casamento era impopular, e Kent foi mais afetada pelo apelo dos reformistas do que a maioria dos distritos da Inglaterra. Grande parte dos homens de Abergavenny e Southwell desertaram ou debandaram para o lado dos rebeldes, que agora já eram mais de 3 000 homens. Um destacamento dos trainbands de Londres enviado para atacar Wyatt também se juntou aos rebeldes, elevando seu número para 4 000.
Nesse momento o levante parecia tão formidável que uma delegação foi mandada para Kent representando a rainha e o conselho para negociar seus termos. Wyatt insistiu que o governo devia render-se a ele, e a rainha aprisionada. A insolência dessas exigências causou uma reação em Londres, onde os reformistas estavam fortes e simpatizavam com a rebelião. Quando ele alcançou Southwark em 3 de fevereiro encontrou a Ponte de Londres bloqueada por tropas e foi incapaz de penetrar na cidade. Foi empurrado de volta a Southwark pelas ameaças de sir John Brydges (ou Bruges), que estava preparado para atear fogo no subúrbio com as armas postadas na torre.
Ele não poderia encontrar barcos para cruzar o rio em Middlesex ou em Essex, então levou suas tropas subindo o rio Tâmisa até Kingston, onde encontrou a ponte destruída. Repararam-na e cruzaram o Tâmisa, e Wyatt seguiu com parte das tropas até Ludgate. Alguns de seus homens foram deixados pra trás e outros desertaram. Sua única esperança era que um levante ocorresse em Ludgate, mas as forças leais à coroa mantiveram a ordem, e após uma tentativa fútil de forçar o caminho a Londres Wyatt se rendeu.
Foi levado a julgamento em 1 de maio, e não pôde se defender. A execução foi adiada por algum tempo, sem dúvida na esperança de que conservando-o vivo ele não falasse nada capaz de comprometer a irmã da Rainha, Elizabeth (futura Elizabeth I de Inglaterra, por cujos interesses o levante teria sido realizado. Mas Wyatt não confessou o bastante para livrá-la de um julgamento por traição. Foi só com extrema dignidade e compostura que Elizabeth conseguiu escapar do escândalo, entretanto foi mantida sob vigilância e posta em prisão domiciliar pelo resto do reinado de sua irmã.
Wyatt foi executado no dia 11 de abril, e no cadafalso exonerou a princesa de qualquer cumplicidade. Depois de decapitado, seu corpo foi esquartejado.
Parte de suas propriedades foram restauradas mais tarde a seu filho, George, pai de sir Francis Wyat que foi governador da Virgínia entre 1621-1626 e entre 1639-1642. Um fragmento do castelo de Allington ainda é habitado. Constitui uma casa de campo perto de Maidstone.